# حصان قزم
الحصان القزم (بالإنجليزية: Miniature horse)‏ ويوجد في العديد من الدول، وبخاصة في أوروبا والأمريكتين. تُحدد تسميةَ الحصان طولُ هذا الحيوان اعتماداً على تسجيل سلالة معنية، عادة ما تكون أقل من 34-38 بوصة (86-97 سم).
الخيول الصغيرة هي عموماً ولدت لتكون أليفة وتتفاعل تفاعلًا جيدًا مع الناس. لهذا السبب غالباً ما تُربى حيوانات أليفة عائلية، على الرغم من أنها لا تزال تحتفظ بسلوك الحصان الطبيعي بما في ذلك غريزة القتال أو الركض السريع الطبيعية، ويجب أن تُعامَل مثل الخيول حتى لو كانت في المقام الأول بمثابة حيوان رفيق. وتُدرب تدريب حيوانات خدمة على غرار كلاب المساعدة للأشخاص ذوي الإعاقة. وتُدرب الخيول المصغرة للقيادة، خفة حركة الخيول وغيرها من الأحداث التنافسية هي النوع المطلوب لعروض الخيل.[بحاجة لمصدر]

## المواصفات
الوزن: 150 إلى 350 رطل.
الارتفاع: عادة تحت 34 بوصة (86سم) إلى 38 بوصة (97سم).
شكل الجسم: صغير، بنية عضلية; العديد من نفس سلالة هذه الخيول أكبر حجما.
الاستخدام: أي شخص يريد حيواناً مصاحباً أليف، وليس حصاناً لركوب الخيل.
متوسط العمر المتوقع: 35 سنة.

## التاريخ

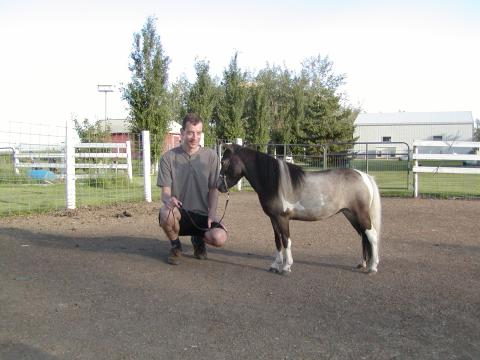
حصان قزم

طُورت الخيول المصغرة أول مرة في أوروبا في القرن التاسع عشر، وبحلول عام 1765م كان يُنظر إليها كحيوانات أليفة نبيلة. واستُخدمت في مناجم الفحم في انكلترا وأوروبا القارّية. بدأ الإنجليز باستخدام الخيول الصغيرة في مناجمهم بعد أن حظر قانون المناجم لعام 1842م استخدام الحيوانات الصغيرة (في العمر) كعمال مناجم. تعود أول خيول صغيرة في الولايات المتحدة إلى عام 1861م، عندما استورد جون نادري أربع خيول من شيتلاند، كان طول إحداها 24 بوصة (61 سم). جُلبت الخيول البريطانية الصغيرة الإضافية، وكذلك الخيول الصغيرة الهولندية للعمل في المناجم إلى الولايات المتحدة في أواخر القرن التاسع عشر. واصلت هذه الخيول الصغيرة عمل أقاربها البريطانيين، حيث وُظّفت في مناجم الفحم في شرق ووسط الولايات المتحدة حتى منتصف القرن العشرين. في الستينيات، بدأ التقدير العام للخيول القصيرة في النمو، واستُخدمت استخدامًا متزايدًا في عدد من تخصصات الفروسية.
طُوّر الحصان القزم في جنوب أفريقيا، ولديها مجموعة واسعة من التشكلات بعضها يشبه الخيول العربية صغيرة الحجم. وفي عام 1984م بدأ تسجيل السلالات، واعترفت الرابطة الوطنية للثروة الحيوانية بالخيول القصيرة التي من جنوب أفريقيا كسلالات مستقلة في عام 1989م. وهناك ما يقرب من 700 خيل قصير مسجل في جنوب أفريقيا. طُوِّرَت الفلابيلا في الأصل في الأرجنتين في منتصف 1800 من قبل باتريك نيوتال. عندما توفي نيوتال، انتقلت طرق تربية القطيع إلى زوج ابنة نيوتال، خوان فلابيلا. وأضاف خوان سلالات أخرى بما في ذلك ويلز بوني، شيتلاند بوني، وثوروبريد صغيرة. وبفضل التزاوج الداخلي الكبير، كان بإمكانه أن يجعل القطيع أصغر حجماً باستمرار

## الصحة
الخيول القصيرة هي عموماً لا تمرض كثيراً.لكنها عرضة للسمنة كذلك. تميل الخيول القصيرة أيضاً إلى وجود صعوبة في الولادة والقضايا المتعلقة بالأسنان، وخاصةً اكتظاظ الأسنان بسبب صغر حجمها.
يحتاج الحصان الصغير إلى نفس الإجراءات الصحية التي يحتاج إليها الحصان الكبير. يجب تنظيفه يوميًا، والاستحمام بانتظام وتنظيف الحوافر من الالتصاق بالحطام بأشكاله. بالإضافة إلى ذلك، يجب فحص الخيول الصغيرة بانتظام من قبل الطبيب البيطري والتطعيم، وكذلك التخلص من الديدان بناءً على وزنها، وتجنب الجرعة الزائدة.
هنالك أيضا بعض المشاكل الصحية التي غالبا ما تحدث عند الخيول الصغيرة أكثر من اقرانها الكبيرة.
الإفراط في التغذية مشكلة شائعة في الخيول الصغيرة، مما يؤدي إلى السمنة؛ وهذا ينطبق خصوصًا عندما يكون المالك معتادًا على امتلاك خيول كبيرة الحجم.
مشاكل الأسنان، بما في ذلك الاكتظاظ، كثيرا ما ينظر إليها، وذلك بسبب وجود نفس العدد من الأسنان في فم أصغر بكثير. كما أنها يمكن أن تواجه احتجاز الأسنان اللبنية ومشاكل الجيوب الأنفية من الاكتظاظ. مزيج من الميل إلى الإفراط في تناول الطعام ومشاكل الأسنان يمكن أن يؤدي إلى زيادة حدوث المغص. مشكلة التمثيل الغذائي الرئيسية التي تظهر ظهورًا متكررًا وأكثر في الخيول المصغرة هي فرط شحوم الدم، حيث يمكن أن يؤدي ضغط تقليل الشهية إلى تكسير الجسم لكميات كبيرة من الدهون، مما يغمر الكبد ويحتمل أن يؤدي إلى فشل الكبد. التكاثر أيضا أكثر صعوبة في الخيول القزمة، مع نسبة أعلى من الولادات الصعبة واحتمال أكبر لتسمم الحمل. معظم المشاكل الصحية التي تظهر ظهورًا متكررًا أكثر في الخيول القزمة تُصحح بسهولة عن طريق التغذية السليمة والمتابعة مع الطبيب البطري.

## الاستخدامات
هناك العديد من عورض الخيول القزمة ا بما في ذلك halter (شكل الحصان)، في الصيد اليدوي والقفز، والقيادة، وقفز الحواجز وغيرها من العروض. تستخدم الخيول القزمة أيضا كحيوانات أليفة للأطفال وكبار السن والأشخاص المكفوفين أو ذوي الإعاقات الأخرى، لأنها عموما أقل ترويعا من الخيول العادية. وفي حين يمكن تدريب الخيول المصغرة على العمل في الداخل، فهي لا تزال خيولا حقيقية وتتمتع بصحة أفضل عندما يُسمح لها بالعيش في الهواء الطلق (مع توفير المأوى المناسب والحيز المناسب للجري) عندما تتعامل مع الطبيعة بعيدا عن أعين البشر
ويستخدم أيضا كحيوان مساعدفالأناس الذين يفضلون استخدامها يشيرون إلى أن الخيل تعيش أطول بكثير من الكلاب ويمكن تدريبها على أداء مهام مماثلة. بالإضافة إلى ذلك، بعض الأفراد، وخاصة من الثقافات الإسلامية، يعتبرون الكلاب نجسة، ولكنهم يقبلون الخيول. ويثير معارضو استخدامها مخاوف من أن تكون الخيول الصغيرة فريسة لها غريزة الكر والفر التي قد تحد من فائدتها، وذلك لأسباب قانونية. وفي الولايات المتحدة، حيث يصنفون قانونيا على أنهم ماشية ويتركونها في الهواء الطلق من أجل التمتع بصحة جيدة، يقتصر استخدامهم على المالكين الذين يمكنهم الوصول إلى ساحة كبيرة في المجتمعات التي لديها لوائح متسامحة بشأن استخدام الأراضي. ومن حيث الاعتبارات العملية، يلاحظون أنه من الصعب حتى على الحصان الصغير أن يفعل أشياء مثل الاستلقاء في مقعد سيارة أجرة أو البقاء في غرفة فندق لفترات طويلة من الوقت.

## انظر ايضاً
- حصان إكسمور القصير
- خيل عربي
- حصان بربري

## المصدر
Miniature horse